# Дејан Шошкић
Дејан Шошкић (Београд, 15. март 1967) српски је економиста, редовни професор на Економском факултету Универзитета у Београду и бивши гувернер Народне банке Србије.

## Биографија
Рођен је 1967. године у Београду, а дипломирао је 1989. године на Економском факултету, као студент генерације Београдског универзитета. Магистрирао је 1993. године на Економском факултету са тезом „Хартије од вредности и својинска трансформација: светска искуства и југословенски случај“, а звање доктора је стекао 1999. године, такође на Економском факултету, са тезом „Портфолио менаџмент и инвестициони фондови: економско-статистичка анализа на примеру САД“. Поред студија на Економском факултету, Шошкић је додатно образовање стекао Француској (1990), Сједињеним Америчким Државама (1994, 1998, 2002) и Швајцарској (2001), а био је и стипендиста Фулбрајтовог програма.
Био је гувернер Народне банке Србије у периоду од 28. јула 2010. до 6. августа 2012. године. На место гувернера долази са места председника Савета Народне банке Србије. 
Оставку на место гувернера поднео је председнику Народне скупштине 2. августа 2012. године због најављених, а касније и усвојених измена Закона о НБС којима је нарушена независност централне банке у односу на извршну власт што није у складу са међународним стандардима.